# Megachile curta
Megachile curta är en biart som beskrevs av Cresson 1865. Megachile curta ingår i släktet tapetserarbin, och familjen buksamlarbin. Inga underarter finns listade i Catalogue of Life.